# Feltgudstjeneste
En feltgudstjeneste er en militær gudstjeneste, der fejres i det fri. Formålet er den kirkelige betjening af soldaterne. Feltgudstjenester var allerede tilladt af et katolsk koncil i 742 (→Concilium Germanicum), som fandt sted under ledelse af missionæren Bonifatius . Udtrykket felt betegner (i militær sammenhæng) en åben mark, et åbent terræn eller et kampplads Feltgudstjenester ledes af en feltpræst.